# Volley Arezzo
Le club de volley-ball masculin d'Arezzo (et qui a changé plusieurs fois de nom en raison de changements de sponsors principaux) évolue au deuxième niveau national (Serie A2).

## Palmarès
- 1974 : Fondation du club
- 2006 : Après avoir fini 11e en série A2, le club cède son droit de participation au Sparkling Volley Milan

## Effectif de la saison en cours
Entraîneur : Riccardo Provvedi  Italie ; entraîneur-adjoint : Mirko Morelli  Italie
| No | Nom                | Taille | Nationalité     |
| -- | ------------------ | ------ | --------------- |
| 1  | Alessio Vanni      | 1,91   | Italie          |
| 4  | Igor Juricic*      | 2,02   | Croatie         |
| 5  | Simone Tiberti     | 1,80   | Italie          |
| 6  | Riccardo Grassini  | 2,01   | Italie          |
| 7  | Kristian Lirutti   | 1,90   | Italie          |
| 9  | Valerio Guagnelli  | 1,97   | Italie/ France  |
| 10 | Bartolomeo Czekiel | 2,00   | Italie/ Pologne |
| 11 | Domenico D'Elia    | 1,92   | Italie          |
| 12 | Massimiliano Russo | 1,96   | Italie          |
| 13 | Andrea Francesconi | 1,95   | Italie          |
| 14 | Goran MariĆ        | 2,04   | Modèle:Scg      |
| 15 | Luis Pedro Suela   | 1,98   | Espagne         |
| 17 | Pietro Salvi       | 1,94   | Italie          |

- Igor Juricic a intégré l'effectif le 23 novembre 2005.